# Francis Dodd

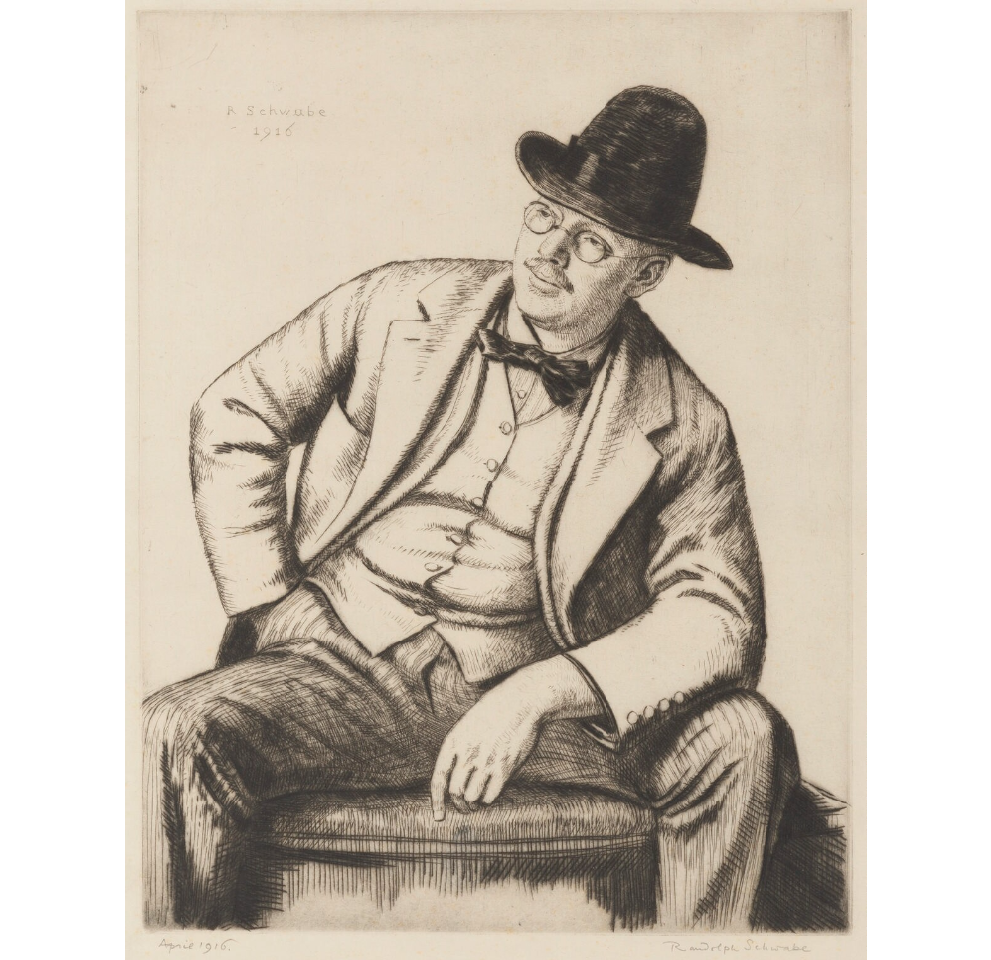
Francis Dodd von Randolph Schwabe, Radierung, April 1916

Francis Edgar Dodd (* 29. November 1874 in Holyhead, Anglesey, Wales; † 7. März 1949 in Blackheath, London) war ein britischer Maler, Zeichner und Radierer, der vor allem für seine Porträts und Landschaftsdarstellungen bekannt wurde.

## Leben

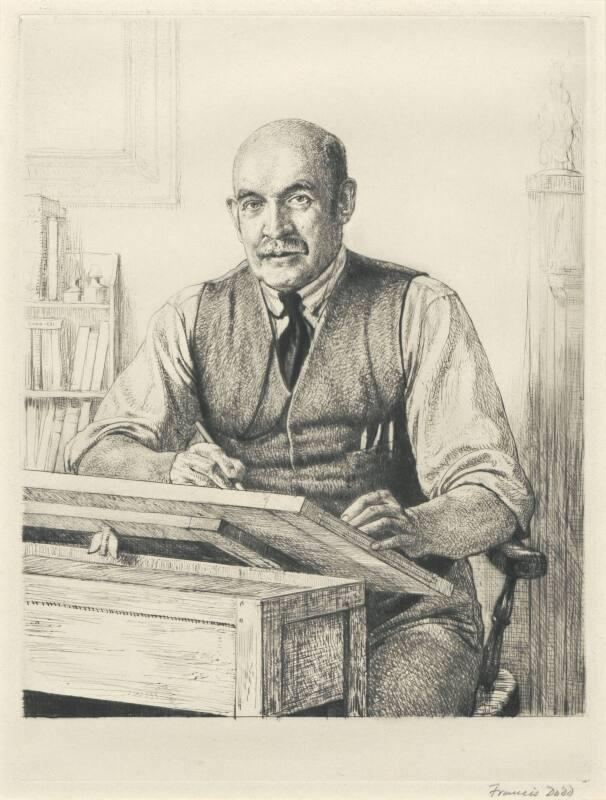
Francis Dodd: Porträt von Muirhead Bone. Aberdeen Art Gallery & Museums

Francis Edgar Dodd wurde als Sohn eines methodistischen Pfarrers geboren. Er studierte an der Glasgow School of Art bei Fra Newbery und Archibald Kay und gewann 1893 das Haldane-Stipendium, das ihm Reisen nach Frankreich, Italien und Spanien ermöglichte. 1895 ließ er sich in Manchester nieder und zog 1904 nach Blackheath, London, wo er bis zu seinem Tod lebte. Während des Ersten Weltkriegs wurde Francis Dodd 1916 vom War Propaganda Bureau als offizieller Kriegskünstler an die Westfront entsandt, wo er über 30 Porträts hochrangiger Militärs anfertigte. Nach dem Krieg setzte er seine Karriere als Porträtist fort und wurde 1929 zum Kurator der Tate Gallery ernannt, eine Position, die er bis 1935 innehatte. 1927 wurde er zum Associate Member und 1935 zum Full Member der Royal Academy gewählt. Francis Dodd nahm sich 1949 in seinem Haus in Blackheath das Leben.

## Werk

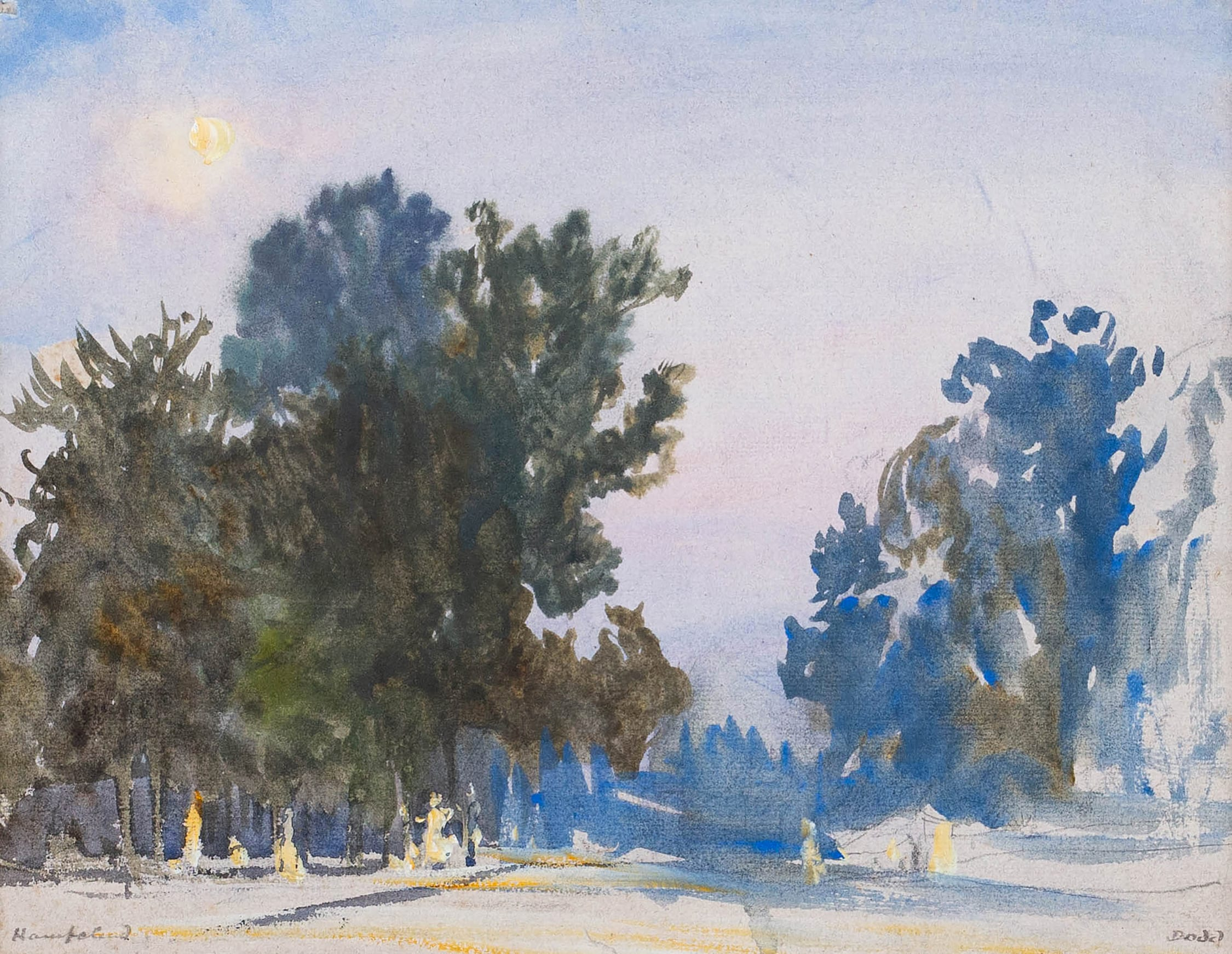
Francis Dodd: Hampstead

Francis Dodd war bekannt für seine realistischen Porträts, Landschaften und Genreszenen. Seine Werke zeichnen sich durch eine präzise Linienführung und eine subtile Farbgebung aus. Er schuf zahlreiche Radierungen und Zeichnungen, darunter Stadtansichten und Interieurs. Zu seinen bekanntesten Werken zählen die Porträts von Edward Garnett (Tate Gallery) und Henry Lamb (Manchester Art Gallery). Seine Werke befinden sich in den Sammlungen des Imperial War Museum, der National Portrait Gallery, des British Museum, der Tate Gallery und des Victoria and Albert Museum.